# 丙二酸二苄酯
丙二酸二苄酯是一种有机化合物，化学式为C17H16O4。它可由丙二酸和苯甲醇在对甲苯磺酸存在下于甲苯中回流反应制得。它和1,4-二溴-2-丁烯在碳酸铯存在下于四氢呋喃中加热反应，可以得到2-乙烯基环丙烷-1,1-二甲酸二苄酯。